# جیم بارتلی
جیم بارتلی (انگلیسی: Jim Bartley; تاریخ ورودی نامعتبر است – ۲۱ سپتامبر ۱۹۳۹) بازیکن فوتبال اهل بریتانیا بود.
از باشگاه‌هایی که در آن بازی کرده‌است می‌توان به باشگاه فوتبال گیلینگام اشاره کرد.